# Hippopotamyrus
Genre
Hippopotamyrus est un genre de poissons de la famille des Mormyridés. 

## Liste des espèces
Selon World Register of Marine Species (26 mars 2024) :
- Hippopotamyrus ansorgii (Boulenger, 1905)
- Hippopotamyrus castor Pappenheim, 1906
- Hippopotamyrus grahami (Norman, 1928)
- Hippopotamyrus harringtoni (Boulenger, 1905)
- Hippopotamyrus longilateralis Kramer & Swartz, 2010
- Hippopotamyrus macroterops (Boulenger, 1920)
- Hippopotamyrus pappenheimi (Boulenger, 1910)
- Hippopotamyrus paugyi Lévêque & Bigorne, 1985
- Hippopotamyrus pictus (Marcusen, 1864)
- Hippopotamyrus szaboi Kramer, van der Bank & Wink, 2004
- Hippopotamyrus weeksii (Boulenger, 1902)

## Classification
Le nom valide complet (avec auteur) de ce taxon est Hippopotamyrus Pappenheim (d), 1906,.
Hippopotamyrus a pour synonymes :
- Hyppopotamyrus
- Paramyomyrus Pellegrin, 1927

## Publication originale
- (de) P. Pappenheim, « Neue und ungenügend bekannte elektrische Fische (Fam. Mormyridae) aus den deutsch-afrikanischen Schutzgebieten », Sitzungsberichte der Gesellschaft Naturforschender Freunde zu Berlin, vol. 1906,‎ 1906, p. 260–264 (ISSN 0037-5942, DOI 10.5962/BHL.PART.20868, lire en ligne).